# Скрипиця
Скрипи́ця — село в Україні, у Головненській селищній громаді Ковельського району Волинської області. Перша згадка — 1796 рік.

## Географія
Село знаходиться за 18 кілометрів від міста і залізничної станції Любомль, за 135 кілометрів від обласного центру, за 38 кілометрів від Польщі. Має автобусне сполучення з містами: Луцьк, Володимир, Ковель. Площа — 10,2 га. Населення 226 осіб, переважно українці, 76 дворів.
На північ від села тече річка Загребля - притока Вижівки.
На південно-західній стороні від села бере початок річка Став, ліва притока Вижівки.

## Історія
Згідно з переказами місцевих жителів назва села походить від назви музичного інструменту (скрипки). Існує така легенда, що колись скрипаль Кузьма, перебуваючи у турецькому полоні марив Україною. Неодноразово намагався втекти в неволі. Одного разу йому таки вдалося вирватися в тенет ворога, забравши з собою юну дівчину, теж українку. Довго вони йшли в темну пору доби, а вдень ховалися в непрохідні ліси. Діставшись до України, в непрохідних лісах знайшли галявинку там і зупинилися. Збудував Кузьма хатину, одне за одним почали з'являтися діти (в основному сини). Перед молодою сім'єю постала потреба десь брати кошти на існування. Тоді почав Кузьма робити скрипки і носити їх на продаж у сусідні поселення. Навчив синів грати на скрипці. Дуже гарно вигравали сини, і стали у сусідніх поселеннях казати на них «скрипалі ці». Звідси і пішла назва села Скрипиці, а жителі села в основному носять прізвище Кузьмич.
У селі розташовані клуб, два магазини промислових та продовольчих товарів.
До 7 липня 2017 року село належало до Головненської селищної ради.

## Населення
Згідно з переписом УРСР 1989 року чисельність наявного населення села становила 254 особи, з яких 126 чоловіків та 128 жінок.
За переписом населення України 2001 року в селі мешкали 224 особи. 100 % населення вказало своєю рідною мовою українську мову.